# Obuhivka, Bratske
Obuhivka (în ucraineană Обухівка) este un sat în comuna Novomariivka din raionul Bratske, regiunea Mîkolaiiv, Ucraina.

## Demografie
Componența lingvistică a localității Obuhivka
     Ucraineană (89,73%)
     Rusă (7,8%)
     Română (2,46%)
Conform recensământului din 2001, majoritatea populației localității Obuhivka era vorbitoare de ucraineană (89,73%), existând în minoritate și vorbitori de rusă (7,8%) și română (2,46%).